# Distrikt Locroja
Der Distrikt Locroja liegt in der Provinz Churcampa in der Region Huancavelica im Südwesten von Zentral-Peru. Der Distrikt wurde am 21. Januar 1875 gegründet. Er besitzt eine Fläche von 80,6 km². Beim Zensus 2017 wurden 3519 Einwohner gezählt. Im Jahr 1993 lag die Einwohnerzahl bei 4826, im Jahr 2007 bei 4439. Sitz der Distriktverwaltung ist die 3379 m hoch gelegene Ortschaft Locroja mit 979 Einwohnern. Locroja befindet sich 6 km westlich der Provinzhauptstadt Churcampa.

## Geographische Lage
Der Distrikt Locroja liegt südzentral in der Provinz Churcampa am Westrand der peruanischen Zentralkordillere. Der Río Mantaro fließt entlang der südlichen Distriktgrenze nach Osten.
Der Distrikt Locroja grenzt im Westen an den Distrikt El Carmen, im äußersten Nordwesten an den Distrikt Paucarbamba, im Norden an den Distrikt San Pedro de Coris, im Osten an den Distrikt Churcampa, im Südosten an den Distrikt San Miguel de Mayocc sowie im Süden an die Distrikte Marcas, Caja und Acobamba (alle drei in der Provinz Acobamba).

## Ortschaften
Im Distrikt gibt es neben dem Hauptort folgende größere Ortschaften:
- La Merced de Chupas (369 Einwohner)
- San Antonio (250 Einwohner)
- San Juan de Occopampa (255 Einwohner)
- Tullpacancha (294 Einwohner)
- Yaureccan (282 Einwohner)